# Not Fucking Around Coalition
Die Not Fucking Around Coalition (NFAC) ist eine bewaffnete afroamerikanische Miliz in den Vereinigten Staaten. Sie verneint jede Verbindung zu der Black Panther Party oder zur Bewegung Black Lives Matter.

## Hintergrund und Organisation
John Jay Fitzgerald Johnson, bekannt als „Grand Master Jay“, beansprucht die Leitung dieser Gruppe, die nach seiner Aussage aus ehemaligen Militärschützen besteht. Johnson, der als parteiloser Kandidat bei der  Präsidentschaftswahl 2016 antrat, erklärte:

„Wir sind eine schwarze Miliz. Wir sind keine Protestler, wir sind keine Demonstranten. Wir kommen nicht um zu singen, wir kommen nicht um zu skandieren. Das ist nicht das, was wir tun.“

„We are a Black militia. We aren't protesters, we aren't demonstrators. We don't come to sing, we don't come to chant. That's not what we do.“

## Aktivitäten
Mitglieder der NFAC traten erstmals am 12. Mai 2020 öffentlich in Erscheinung. Sie protestierten in der Nähe von Brunswick, Georgia, wegen der Ermordung von Ahmaud Arbery. Von einigen Regionalmedien wurde die Gruppe der „Black Panthers“-Bewegung zugeordnet.
Ende Juni eskortierte die NFAC die Schwester von Rayshard Brooks zu einer Versammlung in Atlanta, Georgia. Johnson erklärte, dass sie die Gruppe um Unterstützung gebeten hatte.
Am 4. Juli 2020, dem Unabhängigkeitstag der USA, zogen etwa 100 bis 200 meist bewaffnete NFAC-Mitglieder zum Stone Mountain Park nahe Atlanta. Sie forderten die Entfernung eines Reliefs, das drei Persönlichkeiten der Konföderierten Staaten von Amerika zeigt. Die dafür zuständige Stone Mountain Memorial Association bezeichnete die Demonstranten als friedlich.
Am 25. Juli versammelten sich etwa 300 NFAC-Mitglieder in Louisville, Kentucky, um gegen die Untätigkeit der Behörden bei der Ermittlung der Polizisten beim Todesfall Breonna Taylor zu protestierten. Etwa 50 bewaffnete Three Percenters veranstalteten eine Gegendemonstration. Beide Gruppen wurden von der Polizei Louisvilles getrennt. Drei NFAC-Mitglieder wurden verletzt, als sich versehentlich Schüsse aus der Waffe eines Demonstranten lösten.
Am 3. Dezember wurde Johnson verhaftet, weil er bei Protesten gegen den Mord an Breonna Taylor in Louisvilles angeblich sein Gewehr auf FBI-Polizisten gerichtet hatte.